# 신갈동
신갈동(新葛面)은 용인시 기흥구의 행정동, 법정동이다. 본래 용인현 구흥면 지역이었으나 1914년 행정구역 개편 당시 역촌 일부, 신촌, 미동, 갈천, 상촌, 상관곡리 등을 합치고 신촌과 갈천의 첫 자를 따서 신갈동으로 정하였다.
2010년 8월 2일 신갈동의 법정동이던 영덕동과 하갈동이 행정동 영덕동으로 분동하였다.

## 인구

### 인구 구성

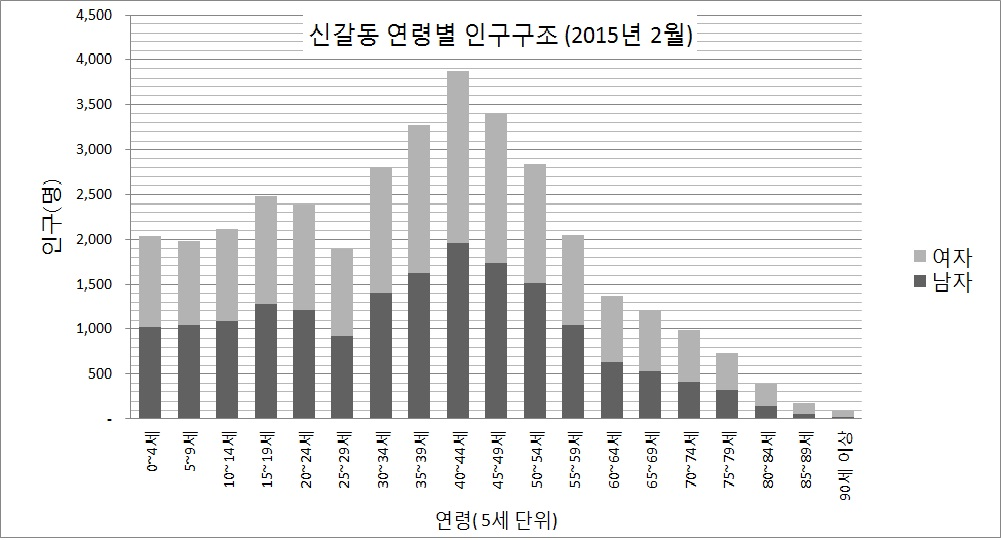
신갈동 연령별 인구구조

신갈동의 인구는 37,489명(2017년 3월 31일 기준, 내국인)으로 용인시 전체 인구의 3.7%를 차지한다. 남성 18,602명, 여성 18,857명이고 세대수는 13,729세대이며 외국인은 914명이다. 신갈동의 인구구조를 살펴보면 유소년 인구비율은 17.0%로 용인시 전체 18.3%보다 1.3% 적으며 노인인구비율은 9.9%로 용인시 전체 10.3%보다 0.4% 적다.

### 산업별 종사자 현황
2015년 현재 신갈동의 산업 총종사자 수는 7,433명이다. 이중 도매 및 소매업 종사자 수가 1,665명으로 가장 비중이 높다. 신갈동에는 강남 병원을 비롯한 요양 시설이 많아 보건업 및 사회복지서비스업 종사자가 1,122명으로 두번째로 비중이 높다. 그 외에 교육서비스업 종사자는 773명, 숙박 및 음식업 종사자는 761명, 운수업 종사자는 576명으로 비중이 높다.

## 문화재 및 유적
경기도 용인시 기흥구 신갈동 산5번지에서 조선시대 현화사 터가 발견되었는데 현화사지(玄化寺址)는 용인 신갈택지개발지구 중에서 2000년 기전문화재연구원이 약 1,400여 평에 대하여 구제발굴을 했을 때 발견되었다. 발굴 결과 중복된 건물지 2동과 담장지 2개소가 훼손되었다.
유적에서 출토된 주요 유물은 기와류와 자기류이고 불상대좌도 발견되었는데 출토 기와 중 어골문양과 변형어골문양이 그려져 있는 것은 고려 말에서 조선 전기에 유행한 것들이다.
특히 '계묘년(癸卯年)', '현화사축완염혜용(玄化寺築完念惠用)”이라는 명문이 새겨진 기와편이 출토되었는데, 풀이하면 '계묘년에 현화사 축성이 완료되니 은혜롭게 사용되기를 염원한다'라는 내용으로 이 곳이 계묘년(癸卯年, 1483년 조선 성종 14년)에 축성된 현화사지(玄化寺址)였음이 증명되었다. 그러나 1020년(현종 11)에 건립되었다는 경기도 개풍군 현화사지(玄化寺址)와는 이름만 같을 뿐 관련이 없다.
절터에서 출토된 자기류에는 분청사기와 백자 및 청자 등이 있고 분청사기에는 인화기법과 귀얄기법 등으로 화문양과 점열문양, 나비문양 등이 그려져 있었다. 그릇의 종류는 대접과 접시가 대부분인데 동반 출토된 백자의 그릇의 형태는 대접·접시·종지 등이다. 분청사기와 백자의 그릇의 형태는 15~16세기의 양식으로 분청사기는 15세기경의 것으로 밝혀졌다.

## 주요 시설
- 도로교통공단 용인운전면허시험장

## 아파트
| 단지명                      | 건설사              | 시행사          | 주소                     | 입주       | 비고                                          |
| --------------------------- | ------------------- | --------------- | ------------------------ | ---------- | --------------------------------------------- |
| 플랫폼시티 더 퍼스트        | 케이씨씨건설㈜      | 대한주택공사    | 기흥구 새천년로 13       | 2006년 3월 | '녹원마을 1단지 새천년그린빌'에서 단지명 변경 |
| 녹원마을 2단지 새천년그린빌 | 신성건설            | 대한주택공사    | 기흥구 새천년로 27       | 2004년 6월 |                                               |
| 녹원마을 3단지 새천년그린빌 | 서희건설            | 대한주택공사    | 기흥구 새천년로16번길 18 | 2006년 4월 | 국민임대                                      |
| 파크시엘                    | 신성건설 송촌건설㈜ | 대한주택공사    | 기흥구 새천년로 40       | 2004년 7월 | '녹원마을 4단지 새천년그린빌'에서 단지명 변경 |
| 기흥 파크뷰                 | 두산산업개발        | 대한주택공사    | 기흥구 기흥로116번길 60  | 2004년 8월 | '녹원마을 5단지 새천년그린빌'에서 단지명 변경 |
| 도현마을 아이파크           | 현대산업개발        | 현대산업개발    | 기흥구 구갈로 115-16     | 2001년 5월 |                                               |
| 갈현마을 현대홈타운         | 현대건설            | 현대건설        | 기흥구 관곡로 16         | 2001년 6월 |                                               |
| 새릉골 풍림                 | 풍림산업            | ㈜동삼건영      |                          | 2001년 3월 |                                               |
| 양현마을 풍림신안           | 풍림산업 ㈜신안     | 풍림산업 ㈜신안 |                          | 2001년 5월 |                                               |
| 산양마을 푸르지오           | 대우건설            | 대우건설        | 기흥구 기흥로116번길 77  | 2004년 7월 |                                               |

## 교통
경부고속도로와 영동고속도로가 분기하는 신갈 분기점과 수원 나들목이 위치해 있고, 국도 제42호선과 23번 지방도가 관통하며 신갈오거리를 이루고 있다.
철도 교통으로는 한국철도공사 분당선 연장 구간이 이곳을 지나며, 신갈역이 2011년 12월 28일에 개통하였다.